# Qaem
Qaem (або Ghaem; перс. قائم) — загальна назва двох абсолютно окремих видів іранської зброї — планеруючої бомби класу «повітря-земля» та ракета класу «земля-повітря». Ці два види зброї мають однакові розміри та однакові назви, обидві створені на базі ракети Toophan, але є окремими системами зброї.

## Ракета «земля-повітря»

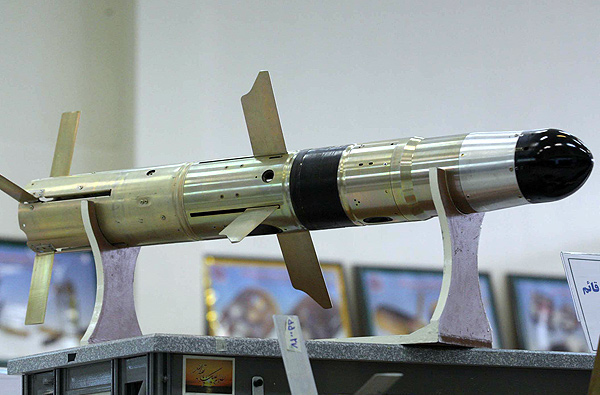
Ракета Qaem класу «земля-повітря»

Ракета «Qaem» — це іранська ракета класу «земля-повітря» системи ППО малої дальності із променевим наведенням та напівавтоматичним керуванням на лінії прицілювання. Маючи радіус дії шість кілометрів і максимальну висоту 2 кілометри, ракета Qaem призначена для застосування проти безпілотних літальних апаратів та низьколітаючих або стаціонарних вертольотів. Qaem є модернізацією ракети Toophan, яка сама по собі є неліцензійною копією американської ракети BGM-71 TOW, і масове виробництво якої розпочалося 2010 року.
У зенітній ракеті Qaem використовується лазерна система наведення. Іран також виробляє варіант, Qaem-M, яка має безконтактний запал.

## Бомба «повітря-земля»
Інший іранський боєприпас, що також має назву «Qaem», переноситься БПЛА Qods Mohajer-6 і БПЛА Hamaseh.
Бомба Qaem доступна у чотирьох варіантах: Qaem 1, із, ймовірно, інфрачервоною системою самонаведення; варіант під назвою Qaem, із, ймовірно, лазерним наведенням; більший варіант під назвою Qaem-5 з телевізійним наведенням; і ще більший варіант під назвою Qaem-9, також з телевізійним наведенням.
Планеруюча бомба Qaem A2G схожа на планеруючу бомбу Sadid-345, але має інші крила та розмір.

### Російсько-українська війна
23 вересня 2022 року українські військові поблизу Одеси захопили розвідувально-ударний дрон Qods Mohajer-6, які Росія закупила в Ірану. На захопленому БПЛА були вцілілі планеруючі бомби Qaem-5 з телевізійним наведенням.